# Erik Fant
För historikern Eric Michael Fant (1754–1817), se Eric Michael Fant.
Erik Johan Fant, född 10 augusti 1889 i Stockholm, död 12 april 1954 i Johannes församling i Stockholm, var en svensk arkitekt.

## Biografi
Fant studerade vid Kungliga Tekniska Högskolan 1908–1912 och vid Kungliga Konsthögskolan 1912–1914. Parallellt med studierna vid Konsthögskolan arbetade han hos Erik Lallerstedt. Han var kontrollant vid Vreta klosters kyrka restaurering 1915–1917 under Sigurd Curmans ledning. De två drev sedan gemensam verksamhet i Stockholm 1918–1923. Från 1917 verkade han som arkitekt för Byggnadsstyrelsen. Fant var arkitekt vid Nordiska museet och Skansen 1932–1938.
Fant medverkade vid restaureringen av mer än 150 kyrkor, till exempel Tensta kyrka 1919, Gamla Uppsala kyrka 1926, Ovikens gamla kyrka 1935, Sofia Magdalena kyrka i Askersund 1951–1952. Han restaurerade vidare Bjärka-Säby slott i Östergötland, Bålby herrgård i Närke 1919–1921 (tillsammans med S Curman) Linköpings slott 1931–1932.
Erik Fants arkitektkontor övertogs av arkitekt Jörgen Fåk.
Erik Fant var son till fängelsedirektören Erik Fridolf Laurentius Fant och Emmy Charlotta Wennerström och från 1928 gift med Stina Nordwall. Han tillhörde samma släkt som Gunnar, George och Kenne Fant.

## Verk i urval

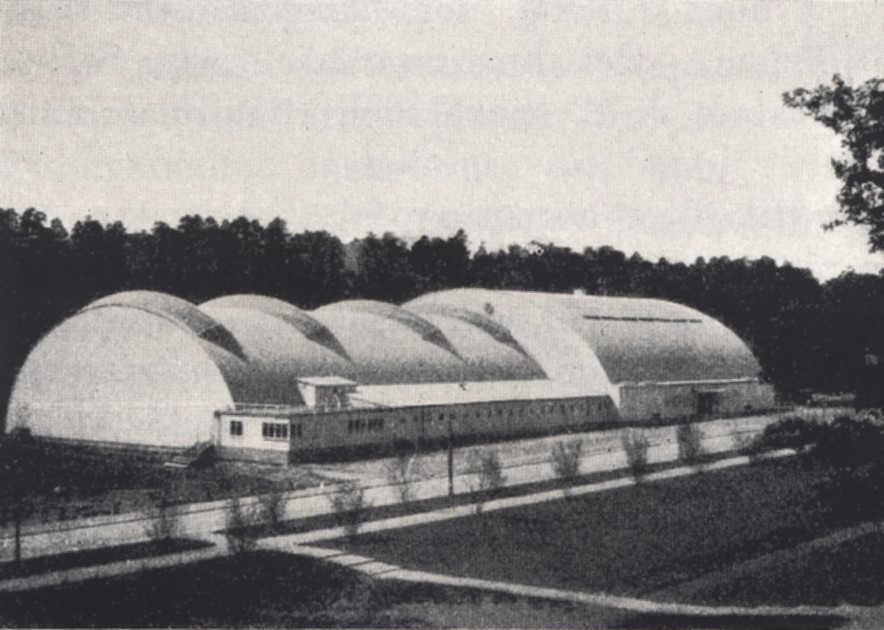
SALK-hallen

- Skolbyggnad i Landeryd, Östergötland 1917.
- Skolbyggnad i Hovetorp, Östergötland 1918.
- Skolbyggnad i Borg, Östergötland 1929.
- Normalritningar för folkskolor 1920.
- Orangeri och institutionsbyggnad åt Bergianska trädgården 1925, 1935.
- SALK-hallen i Alvik, Stockholm 1936–1937 (tillsammans med Wolter Gahn).
- Flygel till Statens växtskyddsanstalt i Solna 1937
- Huvudentré, glashytta, rulltrappa, restaurang, djurhus, växthus mm på Skansen, Stockholm, 1938[9]